# Manduca lichenea
Espèce
Manduca lichenea est une espèce de lépidoptères (papillons) de nuit de la famille des Sphingidae, de la sous-famille des Sphinginae et de la tribu des Sphingini.

## Description
L' envergure est d'environ 94 mm.

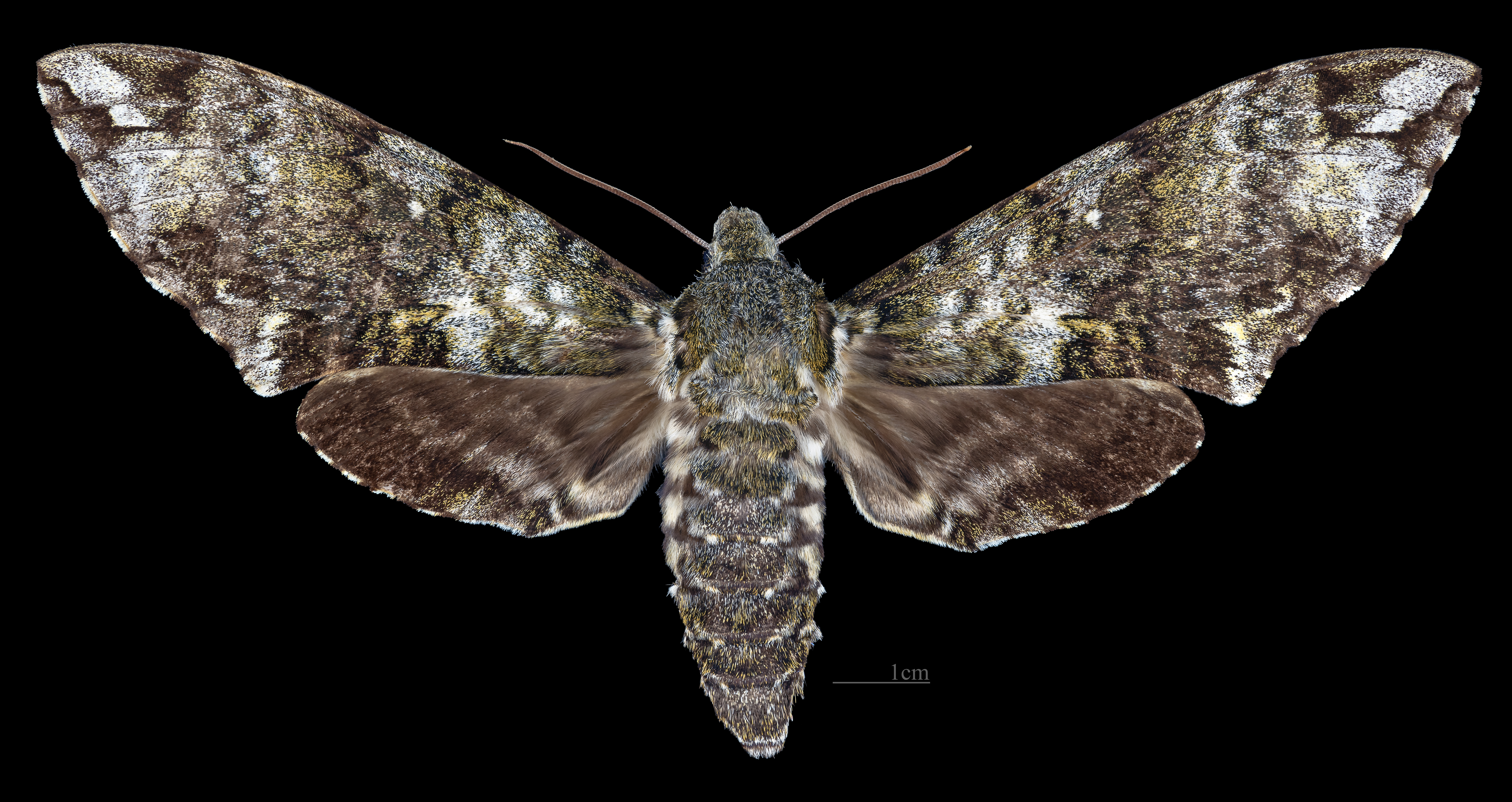
Avers de la femelle (coll.MHNT)
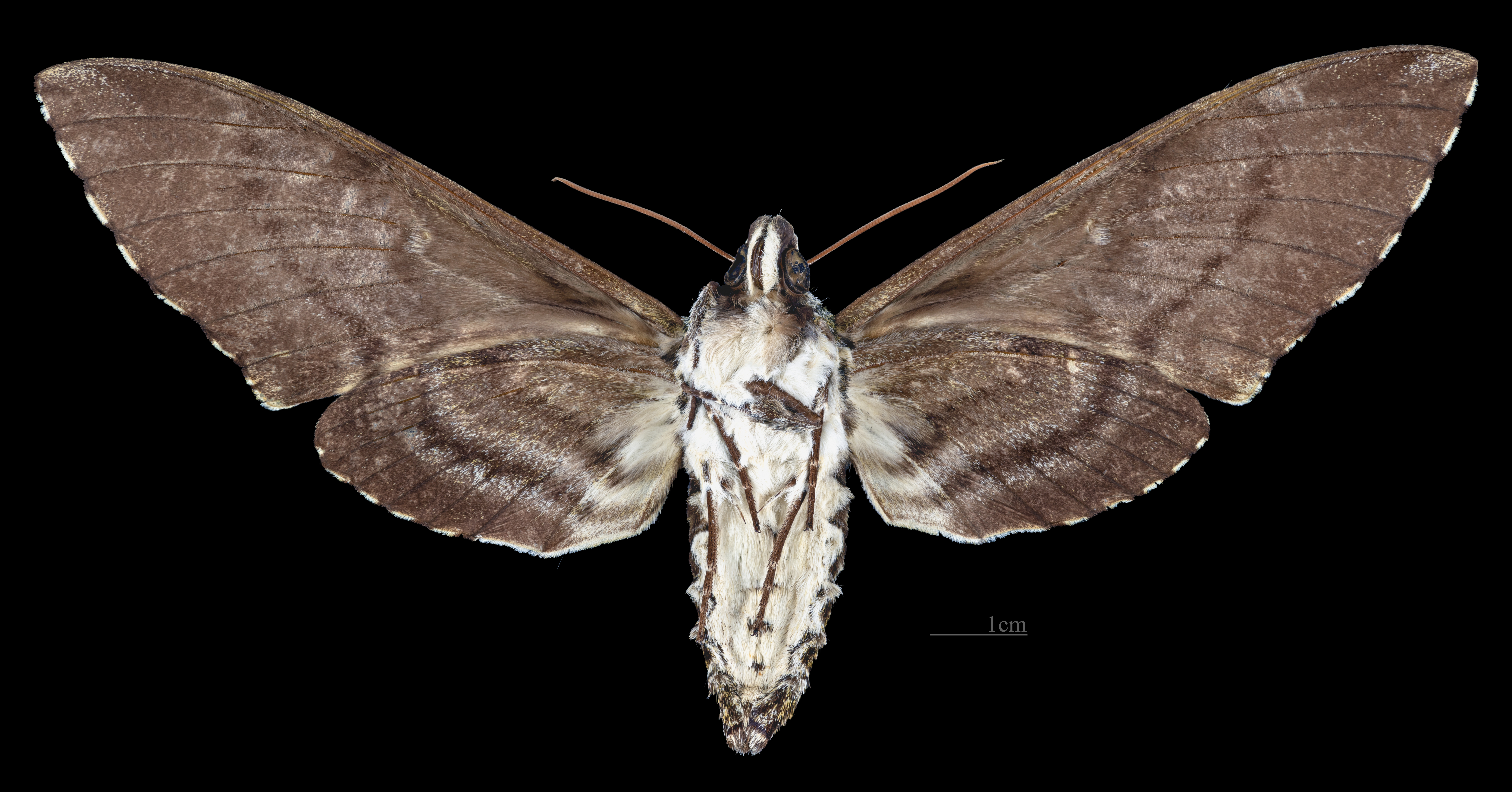
Revers de la femelle (coll.MHNT)

## Distribution et habitat
Distribution
L'espèce est connue dans le sud-est du Brésil

## Systématique
- L'espèce Manduca lichenea a été décrite par l'entomologiste allemand Hermann Burmeister en 1855 sous le nom initial de Sphinx lichenea[1].
- La localité type est Nova Friburgo.

### Synonymie
- Sphinx lichenea Burmeister, 1855 Protonyme
- Macrosila lichenea Walker, 1856[2]
- Diludia rufescens Butler, 1875
- Chlaenogramma muscosa Jones, 1908[3]
- Manduca suavis Hodges, 1971